# Santo Tomas (Isabela)
Santo Tomas (Filipino: Bayan ng Santo Tomas) ist eine philippinische Stadtgemeinde in der Provinz Isabela, Verwaltungsregion II, Cagayan Valley. Sie hat 23.005 Einwohner (Zensus 1. August 2015), die in 27 Barangays lebten. Sie wird als Gemeinde der vierten Einkommensklasse auf den Philippinen und als teilweise dörflich eingestuft.  
Santo Tomas liegt im äußersten Norden der Provinz. Die Gemeinde liegt am Fuß des Gebirgsmassives der Cordillera Central im Westen, im Tal den Cagayan-Rivers. Sie liegt 437 km nördlich von Manila und ist über den Marhalika Highway erreichbar. Ihre Nachbargemeinden sind Tumauini im Südosten, Delfin Albano im Süden, Mallig im Westen, Cabagan im Norden und Osten.

## Baranggays
- Ammugauan
- Antagan
- Bagabag
- Bagutari
- Balelleng
- Barumbong
- Biga Occidental
- Biga Oriental
- Bolinao-Culalabo
- Bubug
- Calanigan Norte
- Calanigan Sur
- Calinaoan Centro
- Calinaoan Malasin
- Calinaoan Norte
- Cañogan Abajo Norte
- Cañogan Abajo Sur
- Cañogan Alto
- Centro
- Colunguan
- Malapagay
- San Rafael Abajo
- San Rafael Alto
- San Roque
- San Vicente
- Uauang-Galicia
- Uauang-Tuliao

## Söhne und Töchter der Stadt
- Freddie Aguilar (1953–2025), Folk-Rockmusiker und Songschreiber